# Токийский Джо
«Токийский Джо» (англ. Tokyo Joe) — фильм нуар режиссёра Стюарта Хейслера, который вышел на экраны в 1949 году.
Фильм рассказывает об отставном полковнике ВВС Джо Барретте (Хамфри Богарт), который после окончания Второй мировой войны приезжает в Токио, чтобы вернуться к управлению своим баром «Токийский Джо», которым владел ещё до войны. По прибытии он узнаёт, что его жена Трина (Флоренс Марли), которую он считал погибшей в японском концентрационном лагере, жива, вышла замуж за американского юриста (Александер Нокс) и воспитывает 7-летнюю дочь Аню, которая, как догадывается Джо, является его ребёнком. Чтобы вернуть Трину и защитить её от преследований властей, Барретт вынужден согласиться на предложение крупного подпольного дельца барона Кимуры (Сэссю Хаякава) работать на него в качестве управляющего авиатранспортной компании. Когда Барретт понимает, что его используют для нелегальной переброски в страну японских военных преступников, он начинает сомневаться в правильности своих действий, после чего Кимура берёт в заложники его дочь. Барретт вступает в сделку с американскими оккупационными властями в Японии, помогая арестовать главарей заговорщиков, планирующих захватить власть в стране, после чего отправляется вызволять из рук Кимуры свою дочь.
После выхода фильма критика дала ему невысокую оценку, отметив слабости в сценарии, неудачно сочетающие реализм при показе жизни в послевоенной Японии с надуманной романтической историей главного героя. При качественной постановке сцен экшна, фильм в целом показался некоторым критикам чересчур запутанным и мрачным, а игра Богарта в романтических эпизодах — неудачной.
Это был второй фильм продюсерской компании Хамфри Богарта Santana Pictures Corporation и первый из двух фильмов Хейслера с Богартом в главной роли. Вторым был «Молния» (1950), который был завершён в 1949 году, но выпущен в прокат лишь год спустя.

## Сюжет
Через три года после окончания Второй мировой войны полковник ВВС США в отставке Джо Барретт (Хамфри Богарт) прилетает в Токио, намереваясь вернуться к управлению своим баром и игральным клубом «Токийский Джо», который открыл ещё до войны. При прохождении пограничного досмотра американский офицер незаметно для Джо передаёт информацию о его прибытии полковнику Далгрену, который является одним из руководителей американской контрразведки в Японии. По действующим правилам, Джо прибывает на регистрацию в офис начальника военной полиции, где проходит жёсткий досмотр. Беседующий с ним майор (Хью Бомонт) поясняет Джо, что в настоящее время власти не имеют права выдавать американцам лицензии на управление такими заведениями, как «Токийский Джо». При этом офицер информирует, что заведение работает под управлением японца, на что Джо отвечает, что это его друг и партнёр Ито. Джо получает разрешение на пребывание в стране в течение 60 дней. После ухода Джо майор поручает передать фотографии и отпечатки пальцев Джо майору Далгрену.
Джо направляется в «Токийский Джо», который как будто не пострадал от войны и продолжает работать. При входе Джо встречает Канда (Хидэо Мори), крепкий охранник, который не пропускает Джо внутрь, так как посещение клубов такого рода представителями союзников запрещено правилами оккупационных властей. При попытке выпроводить его силой Джо справляется с Кандой, после чего вызывает своего довоенного японского партнёра по имени Ито (Тэру Симада). Появившийся Ито радостно приветствует Джо, однако затем под суровым взором Канды меняет тон и холодно приглашает Джо к стойке бара. Ито говорит Джо, что до сих пор испытывает тяжёлые чувства по поводу войны, и испытывает стыд, поскольку Джо и многие другие американцы общаются с японцами как с нормальными людьми. Джо рассказывает, что после войны неудачно занялся авиабизнесом, который его полностью разорил. Ито предлагает Джо остановиться в их заведении, где комнаты для него всегда готовы. Затем он сообщает, что бизнес идёт не очень хорошо, после чего напоминает про барона Кимуру, который в своё время был начальником тайной полиции, и предлагает подняться наверх для конфиденциального разговора. Джо поднимается в свою комнату, где играет граммофонная пластинка с записью Трины, певицы и его жены, которую он не видел с начала войны. Джо, который думает, что Трина погибла во время войны, как сообщали об этом газеты, неожиданно узнаёт от Ито, что она жива, и он видел её на прошлой неделе. Получив у Ито адрес Трины, Джо немедленно направляется к ней.
По названному адресу находится шикарный особняк Марка Лэндиса с многочисленными слугами. Вскоре к нему спускается Трина (Флоренс Марли), которая радостно встречает Джо, но деликатно не даёт себя обнять. Джо вспоминает, как ушёл от неё, но через семь дней собрался вернуться, однако в этот момент началась война. Джо говорит, что семь лет, которые он прожил без неё, были для него очень тяжёлыми, но всю войну он прошёл с мыслями о ней. Ему сообщили, что она погибла, и он поверил в это, и со словами «теперь я снова вернул тебя» Джо целует Трину. Однако она быстро отворачивается, после чего сообщает, что замужем за другим мужчиной. Она говорит, что её мужа зовут Марк Лэндис и он является высокопоставленным юристом при штабе главнокомандующего сил союзников. Трина сообщает, что развелась с ним, однако Джо настаивает на том, что она принадлежит ему, и Трина как будто согласно кивает. В этот момент с работы возвращается Марк (Александер Нокс), который по-дружески предлагает Джо выпить. Марк говорит, что ему известно о прошлом Трины. Перед войной она была одной из многих русских девушек с прекрасным образованием, но без денег. Она устроилась в клуб Джо певицей, а в 1941 году вышла за него замуж. За пару недель до Пёрл-Харбора Джо выехал из страны, и уже после войны Трина с ним развелась, после чего вышла замуж за Марка. Оставшись с Джо наедине, Марк заявляет, что Трина сейчас счастлива, и вряд ли будет счастлива больше, если уйдёт к Джо. Однако Джо заявляет, что Трина принадлежит ему, развод был оформлен в его отсутствие, и он его не признаёт. Перед уходом Джо предупреждает Марка, что будет добиваться своей цели. После его ухода Трина заверяет Марка, что он её муж, а это её дом, и всем своим сердцем она здесь и навсегда. Трина просит Марка, чтобы он выслал Джо из страны как можно скорее. Она говорит, что отчаянно любила его в то время, но на самом деле это было просто «купание в мечтах», а теперь Марк показал ей, что есть нечто большее, что достойно любви и брака. Тем не менее, она не уверена, ушло ли то сильное чувство полностью или оно может возникнуть вновь. Марк обещает позаботиться о том, чтобы у неё прошли беспокойство и страх.
Через Ито Джо договаривается о встрече с бароном Кимурой, говоря тому, что для решения своих вопросов ему может не хватить времени, если конечно он не запросит разрешение властей на создание авиационной компании. Кимура как японец не может получить разрешение на авиаперелёты, но Джо как американец имеет такую возможность, и он предлагает Кимуре стать прикрытием для его бизнеса. Кимура берёт на себя всю деловую часть проекта, а Джо будет отвечать за транспортировку. На вопрос Джо о характере перевозимых грузов Кимура сообщает, что это будут замороженные лягушки для рынков Северной и Южной Америки. Когда Джо понимает, что из-за бюрократической волокиты получение разрешения на полёты может занять несколько месяцев, он вновь обращается к Кимуре. Тот показывает ему секретные бумаги из своих архивов, с помощью которых предлагает заставить Марка помочь с получением разрешения. Приехав к Трине, Джо заявляет ей, что ему стало известно, что во время войны она работала на японцев, ведя пропагандистские радиопередачи, направленные на американские войска. И поскольку она является натурализованной американской гражданкой, во время войны такие действия рассматриваются как предательство. Трина рассказывает, что с началом войны она попала в лагерь для интернированных, где у неё родился ребёнок. Когда девочке было две недели, её у Трины отобрали. Некоторое время спустя ей сообщили, что ей вернут дочь, если она согласится работать на японскую пропаганду. Трина считает, что поступила ужасно, когда сделала то, что они хотели, начав вещать по радио. Она презирает себя за этот поступок до сих пор, но это был единственный способ спасти жизнь своему ребёнку. В таком случае, по мнению Джо, её действия были оправданы. Тем не менее, он собирается использовать полученный на неё материал для шантажа Марка, однако Трина говорит, что этим он навредит также и ребёнку. В этот момент дочь Трины, которую зовут Аня (Лора Ли Мичел) и которой семь лет, спускается к ним по лестнице. Джо понимает, что Аня не может быть дочерью Марка, который познакомился с Триной позже, следовательно, она его дочь. Джо с чувством вины говорит о том, что оставил беременную Трину в стране среди врагов перед лицом войны. Всё могло бы быть по-другому, однако в тот момент, когда Джо ушёл от неё, Трина ещё не знала о ребёнке.
Понимая, что пустив в ход документы, Джо может разрушить судьбу в том числе своей маленькой дочери, Джо приезжает к Кимуре, пытаясь выйти из совместного проекта. Однако тот отвечает, что если Джо откажется, то он сам даст ход документам, тем самым принуждая Джо к шантажу Марка. Джо приходит к Марку на работу, и не показывая компрометирующие материалы на Трину, просит того помочь с получением разрешения на полёты. Хотя Марк понимает, что Джо таким образом хочет лишь продлить визу, чтобы продолжить борьбу за Трину, он тем не менее звонит одному из генералов с просьбой помочь Джо открыть свой бизнес. Вскоре Джо открывает Японско-американскую грузовую авиакомпанию, получает самолёт и набирает экипаж, в который входят два американца и владеющий английским бывший японский военный лётчик, которому американцы дают прозвище Комикадзе (Джин Гондо). Компания начинает перевозить грузы, при этом Джо уверен, что Кимура открыл этот бизнес для нелегальной контрабанды пенициллина, сахарина или жемчуга. Однако, когда он видит, что в ящиках действительно замороженные лягушки, он начинает подозревать, что с помощью этой компании Кимура задумал осуществить что-то более серьёзное. Ито советует Джо выйти из дела как можно скорее, однако Джо отвечает, что пока не может этого сделать.
На следующий день у Ани день рождения, и Джо привозит ей подарок. Джо целует Аню, а затем, оставшись с Триной наедине, обнимает её. В этот момент появляется служанка, которая сообщает, что Джо срочно вызывает Кимура. Барон поручает Джо срочно вылететь в Сеул за грузом античной керамики. В Сеуле вместо вышедшего Камикадзе на борт садится другой человек. Экипаж возражает, так как незаконная перевозка людей может грозить серьёзным наказанием, однако, когда Джо предлагает им солидную надбавку, все соглашаются, и самолёт направляется в Японию.
Дома Трина слышит, как Марк разговаривает с полковником Далгреном по телефону, обсуждая действия Джо, после чего просит Трину отвезти её к полковнику в штаб. Джо тем временем заезжает в клуб, где Ито сообщает ему, что на завтра Кимура назначил ещё один такой же перелёт. Вскоре Трина приезжает к Джо, сообщая, что по его делу Марк поехал встречаться с Далгреном, и что им известно о его последнем полёте. Джо решает бежать, и в этот момент появляется Марк. Трина рассказывает ему, что во время войны вела японские пропагандистские радиопередачи, и Кимура собирается использовать этот факт для их шантажа. Джо же влез в это дело, чтобы остановить Кимуру. Марк решает, что лучше всего как можно скорее рассказать обо всём генералу Айртону, и этот разговор за дверью подслушивает Канда.
Джо приезжает в штаб Оккупационных войск, где его принимают генерал Айртон (Чарльз Мередит) и полковник Далгрен (Рис Уильямс). Полковник сообщает Джо, что они следили за ним с момента его прибытия в Японию и всё знают о его действиях, в частности, то, что он покрывал японское преступное сообщество, что сурово карается по законам военного времени. Далее Далгрен объясняет, что вчерашняя перевозка человека была просто проверкой, а вот следующий его полёт будет весьма значимым. Джо должен будет перевезти трёх чрезвычайно важных людей — командира и начальника штаба одной из лучших армий Имперской Японии, а также главаря националистического общества «Чёрный дракон». В таких условиях цели деятельности Кимуры становятся ясными — поднять на восстание подпольное движение «Чёрного дракона», объединив его с оставшимися на свободе недовольными японскими ветеранами войны. Это грозит общенародным восстанием, которое, по словам Далгрена, вдохновляют и организовывают коммунисты. Джо соглашается доставить трёх своих пассажиров на военную базу «Ханеда», как этого просят американцы. Далее Джо сообщают, что информацию о его деятельности они получали от Камикадзе, который на самом деле является их агентом и воевал на стороне американцев во время войны. Генерал Айртон даёт понять, что их разговор носил сугубо конфиденциальный характер, и если Джо выполнит задание, ему не грозит преследование со стороны американских властей.
Тем временем Кимура, люди которого заметили, как Джо заходил в здание штаба главнокомандующего, решает подстраховаться в отношении Джо, и даёт указание няне Ани, которая работает на него, и Канде похитить девочку. В аэропорту перед вылетом Кимура сообщает Джо, что будет держать Аню у себя как заложницу вплоть до завершения операции. Во время полёта из кабины самолёта Джо по радио связывается с Далгреном и просит того позаботиться об Ане, и американские войска разворачивают поиски девочки. Забрав в Сеуле на борт троих людей, Джо вылетает в Японию, снова связываясь с Далгреном по поводу ребёнка, однако тот не может сказать ничего определённого и просит Джо продолжать выполнение задания. В этот момент в кабине появляется один из японцев с пистолетом в руке, требуя поставить самолёт на автопилот. Затем он выгоняет Джо и второго пилота из кабины и запирает их в отдельном отсеке, а сам садится за штурвал самолёта. Он меняет курс и совершает посадку в совершенно ином месте на выведенной из строя авиаполосе в районе Иокогамы. После приземления японцы выходят из самолёта, разбивают бензобак и поджигают самолёт. Когда японцы уже готовы отъехать на поджидающим их грузовике, их окружают американские солдаты, которые находились в засаде. Как выясняется, для подстраховки американцы установили засады на всех аэродромах на острове Хонсю.
Японцев арестовывают и отправляют на допрос, однако они молчат, не говоря, где скрывается Кимура. Тогда Джо начинает играть роль их сообщника. На глазах японцев его бьют и бросают в камеру с водителем грузовика, который должен знать, где находится Кимура. Далее в соответствии с планом, в камеру заходит Далгрен, которого Джо вырубает, забирая его пистолет. Вместе с водителем Джо сбегает из тюрьмы, однако при побеге японец срывается со стены и гибнет. Джо успевает узнать, что Аня содержится где-то в подвале и что с этим связан Канда, после чего направляется в свой клуб. Там он находит Ито, который страдая от чувства вины из-за вреда, который нанёс американцам и из-за сотрудничества с Кимурой, только что сделал себе харакири. Перед смертью Ито говорит Джо, что Аня содержится в подвале соседней разрушенной гостиницы. Военные быстро окружают гостиницу, однако не решаются войти внутрь, опасаясь, что излишний шум подтолкнёт Кимуру к убийству Ани. Джо вызывается незаметно проникнуть внутрь в одиночку. Он заходит в тёмное помещение и вступает в драку с Кандой, который охраняет Аню. Расправившись с ним, Джо берёт Аню на руки и уносит её в безопасное место. Их однако замечает Кимура, который стреляет в Джо. Ворвавшиеся военные автоматным огнём убивают Кимуру, который уже готовился бросить гранату. Спасённая девочка попадает в объятия Трины, которая спустилась в подвал вместе с Марком. Джо однако серьёзно ранен, и его на носилках отправляют в госпиталь.

## В ролях
- Хамфри Богарт — Джозеф «Джо» Барретт
- Александер Нокс — Марк Лэндис
- Флоренс Марли — Трина Печников Лэндис
- Сэссю Хаякава — барон Кимура
- Джером Кортленд — Дэнни
- Гордон Джонс — Айдахо
- Тэру Симада — Ито
- Хидэо Мори — Канда
- Чарльз Мередит — генерал Айртон
- Рис Уильямс — полковник Далгрен
- Лора Ли Мичел — Аня, дочь Трины

## Создатели фильма и исполнители главных ролей
Режиссёр фильма Стюарт Хейслер известен по постановке таких картин, как «Стеклянный ключ» (1942), «И пришёл Джонс» (1945), «Штормовое предупреждение» (1951), «Звезда» (1952), «Я умирал тысячу раз» (1955) и «Одинокий рейнджер» (1956).
За свою творческую карьеру, охватившую период с 1930 по 1955 год, Хамфри Богарт сыграл в 78 фильмах, включая главные роли в таких картинах, как «Ангелы с грязными лицами» (1938), «Мальтийский сокол» (1941), «Глубокий сон» (1946), «Сокровища Сьерра-Мадре» (1948) и «В укромном месте» (1950). Актёр дважды удостаивался номинаций на «Оскар» за главные роли в фильмах «Касабланка» (1942) и «Бунт на «Кейне»» (1954), и единственный раз получил эту награду за фильм «Африканская королева» (1951)
Александер Нокс, сыгравший романического соперника Богарта в этой картине, в 1945 году был удостоен номинации на премию «Оскар» и завоевал «Золотой глобус» как лучший актёр за исполнение роли президента США в биографическом фильме «Вильсон» (1944). Нокс сыграл также заметные роли в таких фильмах, как «Морской волк» (1941), «Сестра Кэнни» (1946), «Знак Овна» (1948), «Европа 51» (1952), «Ночь, в которую мне суждено погибнуть» (1955), «Погоня за мрачной тенью» (1958) и «Двуглавый шпион» (1958).
Актриса чешского происхождения Флоренс Марли в 17-летнем возрасте перебралась в Париж, где год спустя стала сниматься в картинах Пьера Шеналя, таких как «Алиби» (1937), «Мальтийский дом» (1938) и «Последний поворот» (1939). Во время Второй мировой войны она вместе с Шеналем, который стал её мужем, эмигрировала в Аргентину, где снялась в нескольких фильмах. В 1946 году она вернулась в Европу, где сыграла в фильмах «Проклятые» (1947) Рене Клемана и чехословацком фильме «Кракатит» (1948) Отакара Вавры. В том же году вышел её первый американский фильм «Запечатанный приговор» (1948), где её партнёром был Рэй Милланд, после чего она получила главную женскую роль в «Токийском Джо» (1949). В последующие годы у неё не было заметных фильмов, хотя она продолжала сниматься в США и Европе, а также работала на телевидении вплоть до своей преждевременной смерти в 1978 году в возрасте 59 лет.
Это был первый американский фильм японского актёра Сэссю Хаякавы после 1924 года. В 1909 году Хаякава переехал из Японии в США, где стал крупной звездой немого кино. В период с 1914 по 1924 год он снялся в главных ролях в 50 американских фильмах, среди которых «Обман» (1915) Сесиля де Милля и «Художник дракона» (1919). В 1932—1935 годах Хаякава исполнил роли в нескольких японских фильмах, а с 1937 по 1949 год находился во Франции, где, в частности, сыграл в фильмах «Вероломство» (1937) Марселя Л’Эрбье и «Йошивара» (1937) Макса Офюльса. Он продолжал работать как актёр до 1942 года, а когда попал в немецкую оккупацию, жил как художник, продавая акварели. Вступив во Французское сопротивление, Хаякава помогал авиации союзников во время войны. Когда компания Хамфри Богарта разыскала его, чтобы предложить ему роль в фильме, прежде чем дать Хаякаве разрешение на работу, Американское консульство внимательно изучило его деятельность в военные годы. Сыграв в 1950 году в голливудском фильме «Трое пришли домой» (1950), Хаякава вернулся в Японию, где продолжал сниматься как в японских фильмах, так и в американском фильме нуар «Дом из бамбука» (1955), действие которого происходит в Токио. В 1957 году Хаякава сыграл коменданта японского лагеря для военнопленных в военном фильме «Мост через реку Квай» (1957), удостоившись за эту работу номинации на «Оскар» за лучшее исполнение роли второго плана. Хаякава продолжал сниматься и далее, в частности, сыграл значимые роли в приключенческой драме «Зелёные поместья» (1959) с Одри Хепберн и Энтони Перкинсом и в военной драме «Из ада в вечность» (1960), завершив актёрскую карьеру в 1967 году.

## История создания фильма
Как отмечает современный историк кино Роб Никсон, к середине 1940-х годов Хамфри Богарт начал тяготиться недостатком разнообразия и сложности в ролях, которые ему предлагала его многолетняя студия Warner Brothers. В итоге он предпринял попытку создать независимую продюсерскую компанию вместе со своим близким другом, журналистом и продюсером Марком Хеллингером, с которым работал над многими фильмами на студии Warner Bros, включая «Ревущие двадцатые, или Судьба солдата в Америке» (1939), «Они ехали ночью» (1940) и «Высокая Сьерра» (1941). К сожалению, в 1947 году Хеллингер неожиданно умер в возрасте 44 лет, и проекту их мечты, экранизации рассказа Эрнеста Хэмингуэя «Снега Килиманджаро», так и не суждено было сбыться.
Тем не менее, Богарт не опустил руки, и в 1948 году вместе со сценаристом и продюсером Робертом Лордом создал продюсерскую компанию, названную Santana Productions, и Columbia Pictures согласилась взять в дистрибуцию их фильмы. Как отмечает Никсон, две первые картины Santana Productions были как раз тем художественно и коммерчески успешным продуктом, который он искал — «Стучись в любую дверь» (1949) и «В укромном месте» (1950). Первый фильм принёс хорошую прибыль, а второй, по словам Никсона, «хотя и не стал таким кассовым хитом, как первый, со временем стал классикой, где актёр показал одну из своих лучших работ». Оба фильма были поставлены талантливым молодым режиссёром Николасом Рэем, который дебютировал годом ранее с потрясающей историей о молодой паре в бегах «Они живут по ночам» (1948).
Всего под эгидой Santana Pictures вплоть до 1953 года было сделано семь фильмов, в пяти из которых Богарт сыграл главные роли. Помимо названных, это «Сирокко» (1951) и «Посрами дьявола» (1953). Было сделано также два малых фильма без участия Богарта — «И с ребёнком будет трое» (1949) и «Молчащий голос» (1951).
Как пишет Никсон, в своей компании Богарт «не забывал и о победной формуле „Касабланки“ (1942), где он создал образ не желающего того героя, человека, который намерен оставаться вне политики и защищать свой личный интерес в самый разгар широкомасштабного конфликта, пока любовный роман и его собственное совесть не приводят его к столкновению с реальностью». Эта же схема в несколько переработанном виде была использована в фильме «Иметь или не иметь» (1944), и теперь в «Токийском Джо».
Согласно новостям «Голливуд Репортер» от 7 декабря 1948 года, Santana Pictures, вела переговоры с Warner Bros. о получении в аренду Вивеки Линдфорс для исполнения главной женской роли. Однако в итоге роль получила Флоренс Марли.
Фильм находился в производстве с середины января до середины февраля 1949 года.. Основные съёмки проводились на съёмочной площадке студии Columbia Pictures, а не на натуре в Токио. По информации «Голливуд Репортер» от 10 декабря 1948 года, вторая операторская бригада в составе режиссёра второго состава Арта Блэка и операторов Джозефа Байрока и Эмиля Остера — младшего была направлена студией Columbia в Токио, где сняла 40 тысяч футов хроники в Токио и его окрестностях, включая виды горы Фудзияма, съёмки в аэропорту «Ханеда» и разрушенных предприятий города. Как отмечает Никсон, это был «первый случай после окончания Второй мировой войны, когда кинокомпания получила разрешение у военных властей на проведение натурных съёмок в Японии». При съёмках на натуре в Японии вместо Богарта играл дублёр из числа военных, которого предоставила американская армия, и каждый раз это были разные люди.
Премьера фильма состоялась в Нью-Йорке 26 октября 1949 года. Фильм вышел в прокат в ноябре 1949 года.

## Оценка фильма критикой

### Общая оценка фильма
Как написал после выхода фильма на экраны обозреватель «Нью-Йорк Таймс» Томас Прайор, эта картина «скорее больше шипит, чем жарит». Как отмечает критик, «оживленные эпизоды приключений в послевоенной Японии придают бурному, невероятному сюжету определенную долю увлекательности, но этого недостаточно, чтобы компенсировать неподобающие романтические мечтания», которые постоянно исходят от Богарта. Как полагает Прайор, всё было бы проще принять, «если бы история подавалась как беззастенчивая выдумка». Однако заметную роль в картине играют Оккупационные силы, вводя в повествование элемент реалистичности, который входит в противоречие с основными, заметно надуманными частями сюжета. Как далее пишет Прайор, «чем более запутанной, тем менее правдоподобной становится история, и тем больше интерес зрителя уходит от картины». Большой слабостью фильма, по мнению Прайора, является «сценарий, который никак не складывается даже приблизительно, растрачивая свои сильные моменты впустую».
По словам современного киноведа Майкла Бетцолда, это «один из менее известных фильмов Хамфри Богарта», который «рассматривает темы послевоенной вины и памяти». Историк кино Деннис Шварц назвал фильм «пессимистическим триллером с документальным взглядом, который передаёт мрачность восстанавливающегося после войны Токио и показывает японцев, стыдящихся своего поражения». По словам критика, хотя у фильма «есть несколько захватывающих моментов», в целом, он «остаётся одним из менее значимых фильмов Богарта». Как предполагает Шварц, возможно, сказывается отсутствие сильных партнёров Богарта, таких как Лорре и Гринстрит, которых некем заменить. Критик также отмечает, что американские «оккупанты показаны хорошими парнями, а японцы, действующие против оккупации, это фанатики, которые виновны в развязывании войны и всё ещё не усвоили этот урок». Шварц приходит к заключению, что «не так много можно почерпнуть из этой утомительной мелодрамы, кроме большого объёма мрака и уныния».

### Оценка актёрской игры
По словам Прайора, «Богарт, конечно, полон уксуса, когда показывает себя крутым, однако он выглядит довольно слабым, когда остаётся наедине со своими воспоминаниями». Как далее пишет обозреватель, «следует заметить, что Богарт нашёл новую и увлекательную леди в лице Флоренс Марли. Низкий свист послышался с верхних ярусов кинозала, когда мисс Марли сладострастно появилась на экране, что обозначило появление личности, которая захватила симпатии галёрки. Им не терпелось увидеть, умеет ли она играть, и мы рады сказать, что Марли прошла квалификацию в этом отношении тоже». Что касается Александера Нокса, то он «даёт компетентную игру в качестве оккупационного чиновника, который женился на Трине в трудное для неё время», а Сэссю Хаякава, который «давно не появлялся на голливудской сцене, но является яркой личностью в туманном прошлом, играет барона с тем, что можно описать как типичная японская зловредность». Роб Никсон отметил, что это «стереотипическая роль злодея, которые ему часто предлагали на этом этапе его карьеры».